# Sinfonía en si bemol mayor, KV 45b (Mozart)

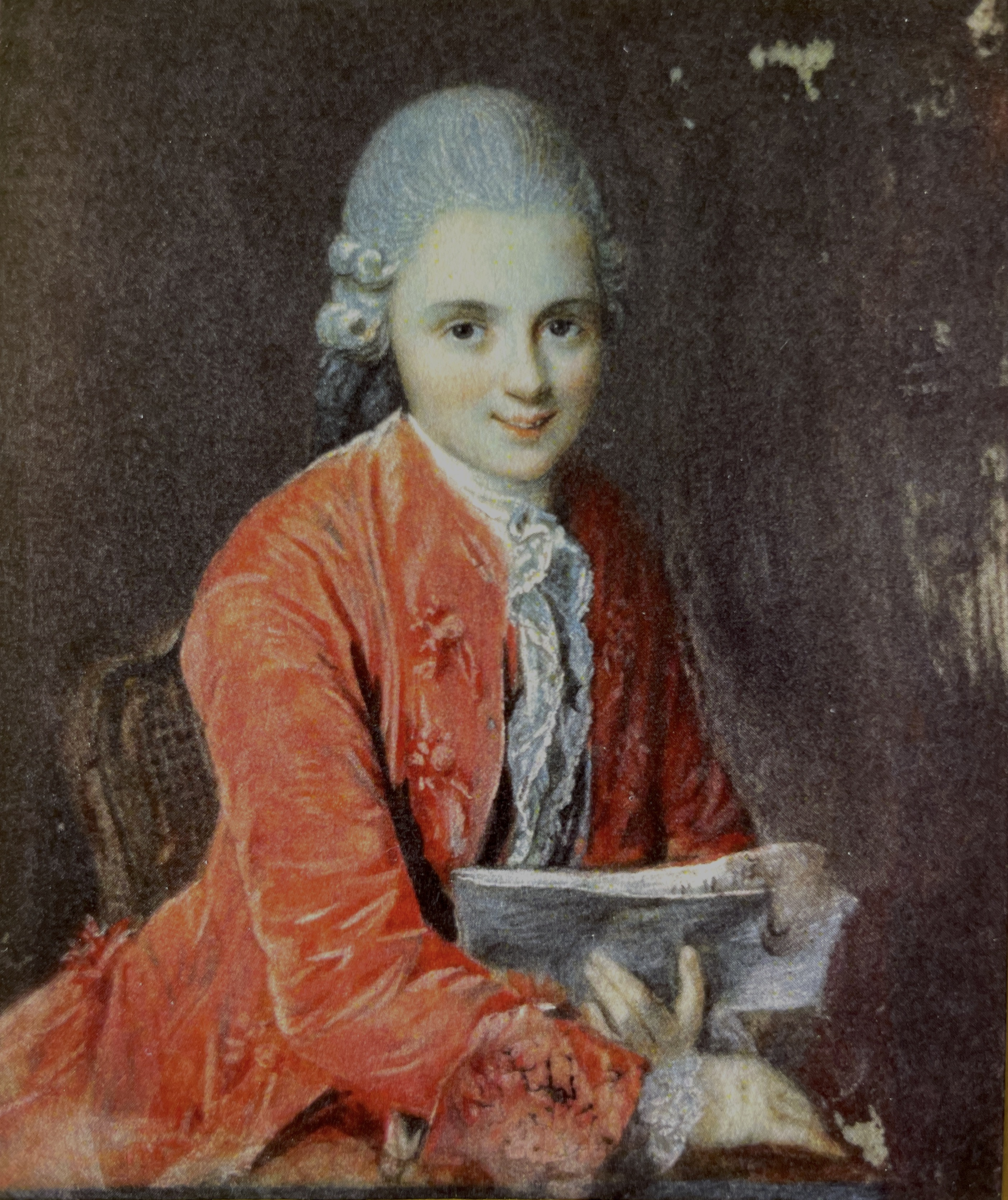
Mozart en 1768.

La Sinfonía n.º 55 en si bemol mayor, K. Anh. 214/45b probablemente fue compuesta por Wolfgang Amadeus Mozart en 1768, cuando el compositor tenía doce años.

## Historia

### Contexto

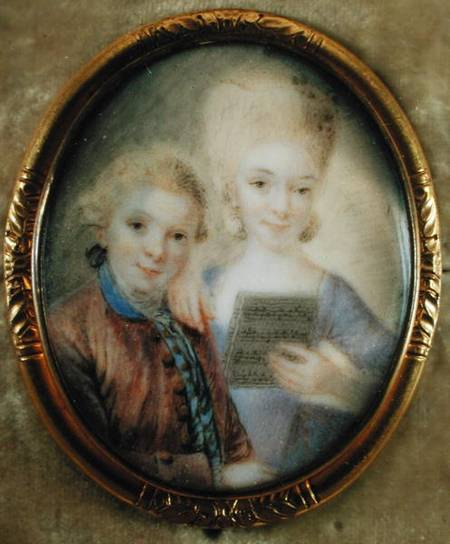
Wolfgang y Nannerl hacia 1763.

La carrera de Mozart como sinfonista había empezado en Londres durante el gran viaje de la familia Mozart por Europa entre junio de 1763 y noviembre de 1766. El padre Leopold Mozart planeó la gira para exhibir a sus prodigiosos hijos, Wolfgang y Nannerl en las principales cortes europeas. En ese tiempo Wolfgang compuso sus primeras obras del género, que tenían una deuda sustancial con las sinfonías de estilo galante italianizante en tres movimientos de Carl Friedrich Abel y Johann Christian Bach; también escuchó las sinfonías de compositores relevantes como Thomas Arne, William Boyce y Giuseppe Sammartini. Posteriormente Leopold y sus hijos pasaron en Viena varios meses de 1768 durante los cuales el joven maestro hizo un esfuerzo consciente por adaptar su estilo sinfónico a los gustos del público vienés, adoptando entre otras cosas la estructura en cuatro movimientos. Una afortunada consecuencia de los largos viajes del compositor en ciernes fue el contacto que le proporcionaron con una generosa muestra representativa de las tradiciones musicales europeas: alemana, británica, francesa e italiana.
El joven compositor y su padre realizaron tres viajes a Italia entre diciembre de 1769 y en mayo de 1773. En este periodo alternó sus visitas con estancias en Salzburgo durante las cuales creó la ópera Mitrídates, rey de Ponto, así como varias sinfonías con apreciable influencia del gusto italiano por la ópera bufa. En 1772 y 1773 el maestro austríaco vivió una etapa de entusiasmo por la escritura sinfónica, produciendo cada año siete nuevas sinfonías (n.º 15 - n.º 27). Después redujo su actividad en este campo y en los dos años siguientes sólo aparecieron tres nuevas piezas del género (n.º 28, 29 y 30). En 1778 realizó un largo y nefasto viaje a Mannheim y a París, durante el cual falleció su madre y su única producción relevante fue la Sinfonía n.º 31 "París". En enero de 1779 regresó a su ciudad natal donde creó otras tres sinfonías (n.º 32, 33 y 34) con las que cierra su etapa en Salzburgo. El casi cuarto de siglo que separa su primera sinfonía de la última -la n.º 41- estuvo marcado por el interés recurrente, si no continuo, del compositor por las posibilidades inherentes a esta forma. Al examinar la cronología de las obras de Mozart, se observa que la composición de sus sinfonías tiende a producirse en grupos espaciados irregularmente, de hasta nueve o diez ejemplos seguidos, en lugar de regular o aisladamente. Lo que esto podría sugerir, al margen de cualquier motivación económica, es que empleó estos periodos específicamente para resolver los problemas y retos de la forma sinfónica.

### Composición
La composición de esta obra, si realmente se trata de una obra del joven Mozart, pudo desarrollarse a principios de 1768 en Salzburgo. A pesar de su numeración se trata de una de las sinfonías tempranas del maestro austríaco, ya que fue una de las que se descubrieron después de que se elaborara la lista "oficial" de 41 sinfonías. 

### Autoría
La Sinfonía en si bemol mayor, conocida alternativamente como n.º 55, K. Anh. 214 y K. 45b, es de fecha y procedencia inciertas como sugieren las discrepancias en su posición dentro de los diversos catálogos de Mozart. Cuando Ludwig Ritter von Köchel realizó su inventario inicial no disponía de partituras ni de partes de la pieza y sólo conocía esta obra por el íncipit melódico presente en un índice temático del catálogo de Breitkopf & Härtel, emplazándola en el anexo o Anhang como K. Anh. 214. Una inscripción en un juego de piezas encontrado años más tarde lleva la fecha de 1769, pero los rasgos estilísticos sugieren una colocación algo anterior. Algunos estudiosos incluso cuestionan la autoría de la obra por parte de Wolfgang, una cuestión que afecta a un puñado de estas primeras sinfonías compuestas en una época en la que las habilidades compositivas y la notoriedad del joven compositor empezaban a eclipsar claramente a las de su padre Leopold. Uno de los rasgos empleados para estimar la fecha de composición de la obra es su estructura en cuatro movimientos. Esta característica aparece también en las primeras sinfonías K. 43, K. 45 y K. 48, todas ellas compuestas en 1767-1768 durante una larga estancia en Viena; el cambio de sinfonías de tres a cuatro movimientos fue un llamamiento deliberado de Mozart a la sensibilidad formal del público vienés.
Alfred Einstein descubrió en la Biblioteca Estatal de Berlín una serie de partes bajo el título «Synfonia Ex Bb... Del Sigr. cavaliere Amadeo Wolfgango Mozart Maestro di concerto di S.A. á Salisburgo». Wolfgang se convirtió en concertino del príncipe-arzobispo de Salzburgo en noviembre de 1769 y se le concedió el título de caballero en julio de 1770. Pero como ésta es una copia posterior, no se puede emplear esta información con el propósito de datarla. Einstein creía que la sinfonía debió de ser compuesta en 1768 en líneas generales. Neal Zaslaw y Gerhard Allroggen consideraban como posibles fechas incluso anteriores, y Zaslaw dató la sinfonía en 1767 en Salzburgo. Einstein consideraba asimismo que las sinfonías recogidas en el catálogo de Breitkopf & Härtel habían sido enviadas por Leopold Mozart para que fuesen publicadas.

### Estreno y publicación
No se sabe con certeza la fecha y el lugar en que se celebró el estreno de la sinfonía.
La Alte Mozart-Ausgabe (Antigua Edición de Mozart), que publicó la primera edición completa de las obras musicales de Mozart entre 1879 y 1882, estableció la secuencia numerada del 1 al 41 para la producción sinfónica del maestro austríaco. Algunas piezas, como la Sinfonía en fa mayor, K. 76, fueron publicadas en suplementos de la Alte-Mozart Ausgabe hasta 1910. Las sinfonías no numeradas en aquel momento han recibido posteriormente números que van del 42 al 56, incluso aunque fueran escritas por Mozart con anterioridad a la Sinfonía n.º 41 de 1788. Conforme a este esquema de numeración la Sinfonía K. 45b recibiría el número 55.

## Instrumentación
La partitura está escrita para una orquesta formada por:
- Viento madera: 2 oboes y 1 [fagot].
- Viento metal: 2 trompas en si bemol.
- Teclado: [clavecín].
- Cuerda: una sección de cuerdas con 2 violines (primero y segundo), viola, violonchelo y contrabajo.

En las orquestas de aquella época era una práctica común emplear el fagot y el clavecín, si estaban presentes en la orquesta, para reforzar la línea del bajo doblando a los violonchelos y los contrabajos o bien como continuo, incluso sin notación separada.

## Estructura y análisis
La sinfonía consta de cuatro movimientos:
- I. Allegro, en si bemol mayor 3
4
- II. Andante, en mi bemol mayor 2
4
- III. Menuetto, en si bemol mayor – Trio, en fa mayor 3
4
- IV. Allegro, en si bemol mayor 2
4

La interpretación de esta obra dura aproximadamente entre 10 y 15 minutos.

### I.Allegro
El primer movimiento, Allegro, está escrito en la tonalidad de si bemol mayor, en compás de 3/4 y sigue la forma sonata. Por estas fechas Wolfgang empezó a dominar el estilo sonata-allegro para los primeros movimientos. Su Sinfonía n.º 8 K. 48 fue la primera en presentar una forma de sonata-allegro completa en su movimiento de apertura. Por su parte, la K. 45b presenta algo parecido, ya que el Allegro inicial se articula como una especie de palíndromo musical, con la recapitulación retomando los temas de la primera mitad de la obra en orden inverso. Al igual que el movimiento inicial de la K. 48, éste también está escrito en compás de 3/4 y los temas iniciales de ambas sinfonías presentan contornos melódicos más bien sencillos, animados por bruscos cambios entre forte y piano. Se abre con el primer tema, de ocho compases, que consta de un acorde introductorio en forte, un movimiento a contratiempo en los dos violines a distancia de sexta, seguido de una formulación ascendente de más de una octava (forte, «motivo corrido»), mientras el bajo toca notas repetidas de si bemol en piano. Se repite este tema. En el pasaje siguiente el motivo corrido pasa a ser predominante y termina en do mayor. El segundo tema (compás 25 y ss.), en fa mayor, se basa en un motivo de cuatro compases en las cuerdas y se repite con acompañamiento de los vientos. 
Otro rasgo significativo conecta esta sinfonía con una obra muy posterior, el Finale de la Sinfonía n.º 41 Júpiter y también aparece en el segundo movimiento de la Sinfonía n.º 1 K. 16. Se trata del gesto melódico de cuatro notas (do-re-fa-mi) «1-2-4-3» en el bajo, que aparece más tarde y de forma más célebre en . Algunos autores consideran que se trata del «lema de Mozart», pero otros autores lo ven de forma crítica. En palabras de Neal Zaslaw: «Se ha armado mucho alboroto sobre el hecho de que el conocido motivo do-re-fa-mi del movimiento final de la Sinfonía Júpiter aparezca en la parte del bajo de la K. 45b, pero poco se ha dicho sobre el hecho de que aparezca demasiado a menudo y a veces en transposiciones torpes que distorsionan los intervalos.»
El grupo final (c. 33 y ss.) vuelve a poner a toda la orquesta en forte con abundantes trémolos y cromatismos. La primera parte del Allegro finaliza en el compás 40 en fa mayor y da paso sin interrupción a la segunda parte. Ésta se desarrolla en principio conforme a la exposición: el primer tema se introduce en el fa mayor ya establecido, pero en el siguiente pasaje aparece ahora una variante del motivo corrido, que es secuenciado (c. 54 y ss.). Le siguen tres apariciones del segundo tema, también secuenciadas hacia el grave: sol menor, fa mayor, mi bemol mayor; cada una con el motivo de cuatro notas en el bajo. A través de un pasaje de trémolo análogo al grupo final del compás 33 y ss, Mozart vuelve a la tónica en la que se escucha el segundo tema en el compás 80 y ss. Tras otro breve pasaje de trémolo, se «añade» el primer tema. El Allegro se cierra con el motivo corrido y una breve fanfarria de trompa.

### II.Andante
El segundo movimiento, Andante, está en mi bemol mayor y en compás de 2/4. El movimiento lento es breve, delicado y conmovedor. Emplea de nuevo súbitos cambios dinámicos para dar forma a sus perfiles melódicos. Arranca con un tema ascendente, similar a una canción. Según Scherliess «(...) con el lejano presagio de un giro posterior de Fígaro (del duetino Conde / Susana al principio del tercer acto)». Le siguen otros pequeños motivos caracterizados por síncopas ( compás 5 y ss.) y cromatismos en conjunción con bruscos cambios entre forte y piano (compás 9 y ss.). La primera parte del Andante termina en el compás 20 en si bemol mayor. En una breve sección de transición (compases 21-28), los dos motivos de apertura de la primera parte se presentan en si bemol mayor, seguidos, a partir del compás 29, por la «recapitulación» en mi bemol mayor, cuya estructura es similar a la de la primera parte.

### III.Menuetto–Trio
El tercer movimiento, Menuetto – Trio, está en si bemol mayor que en el trío pasa a fa mayor y en compás de 3/4. El minueto presenta un carácter vigoroso y majestuoso. Se caracteriza por el énfasis insistente en la nota principal si y una figura triádica descendente. En la sección central se produce un ascenso, inicialmente sólo en los violines, que conduce a la «recapitulación» en el compás 19. El trío consta de dos motivos. El primero es contenido y cantarín; adquiere un carácter flotante a través del acompañamiento del segundo violín en síncopas. El segundo se caracteriza por saltos interválicos y cambios forte-piano. La segunda parte del trío es similar a la primera, pero con un primer motivo cromático.

### IV.Allegro
El cuarto y último movimiento, Allegro, retoma la tonalidad inicial y el compás de 2/4. El Finale es un rápido movimiento en forma sonata binaria marcado por una articulación decidida y ritmos con puntillo «escoceses» invertidos. El primer tema (compases 1-16) se articula desde el punto de vista armónico como una cadencia alternada de tónica (si bemol mayor) – subdominante (mi bemol mayor) – tónica y dominante (fa mayor), en la que el motivo, repetido tres veces y consistente en una tríada ascendente, va seguido de una figura descendente de ritmo con puntillo. Todo ello es respaldado por el bajo que se repite en si bemol o en fa. El siguiente pasaje se transforma con un nuevo motivo del que sólo se conservan las dos notas finales, en fa mayor, en la que se inicia el segundo tema a partir del compás 26. El segundo tema consiste inicialmente en un diálogo entre el primer violín con una frase sincopada y el segundo violín junto con la viola que interpretan una «respuesta» de tres semicorcheas ascendentes y descendentes en trémolo forte. En el grupo final (compases 38 y ss.) el trémolo forte continúa primero en los violines, luego en el bajo y se funde en una figura de corcheas descendentes. La exposición termina en el compás 55 con golpes de acorde en fa y se repite.